# 阿贝马马国
阿贝马马国，又称阿贝马马王国，是吉尔伯特群岛（今属基里巴斯）历史上的一个国家。该国由阿贝马马、库里亚和阿拉努卡3个环礁组成。该国历经图安加奥纳家族4代人的统治，图安加奥纳家族是一个吉尔伯特人氏族。在1892年英国吞并吉尔伯特群岛之前，阿贝马马国是最后一个保持独立的吉尔伯特人国家。